# Дейнджерфілд (Техас)
Дейнджерфілд (англ. Daingerfield) — місто (англ. city) в США, в окрузі Морріс штату Техас. Населення — 2522 особи (2020).

## Географія
Дейнджерфілд розташований за координатами 33°1′50″ пн. ш. 94°43′33″ зх. д. / 33.03056° пн. ш. 94.72583° зх. д. (33.030488, -94.725880).  За даними Бюро перепису населення США в 2010 році місто мало площу 6,37 км², з яких 6,36 км² — суходіл та 0,01 км² — водойми.

## Демографія
Згідно з переписом 2010 року, у місті мешкало 2560 осіб у 942 домогосподарствах у складі 665 родин. Густота населення становила 402 особи/км².  Було 1086 помешкань (171/км²).
Расовий склад населення:
| - 61,4 % — білих - 28,6 % — чорних або афроамериканців - 0,5 % — корінних американців - 0,2 % — азіатів - 6,8 % — осіб інших рас |

До двох чи більше рас належало 2,5 %. Частка іспаномовних становила 13,0 % від усіх жителів.
За віковим діапазоном населення розподілялося таким чином: 27,5 % — особи молодші 18 років, 57,5 % — особи у віці 18—64 років, 15,0 % — особи у віці 65 років та старші. Медіана віку мешканця становила 34,6 року. На 100 осіб жіночої статі у місті припадало 91,0 чоловіків;  на 100 жінок у віці від 18 років та старших — 86,1 чоловіків також старших 18 років.
Середній дохід на одне домашнє господарство  становив 51 167 доларів США (медіана — 37 564), а середній дохід на одну сім'ю — 59 770 доларів (медіана — 45 278). Медіана доходів становила 42 273 долари для чоловіків та 27 014 долари для жінок. За межею бідності перебувало 19,0 % осіб, у тому числі 21,4 % дітей у віці до 18 років та 11,3 % осіб у віці 65 років та старших.
Цивільне працевлаштоване населення становило 1080 осіб. Основні галузі зайнятості: освіта, охорона здоров'я та соціальна допомога — 24,9 %, виробництво — 20,1 %, роздрібна торгівля — 12,2 %, сільське господарство, лісництво, риболовля — 9,4 %.